# Andre Gray
Andre Anthony Gray (Wolverhampton, Inglaterra, 26 de junio de 1991) es un futbolista anglojamaicano que juega en la posición de delantero en el Fatih Karagümrük S. K. de la Superliga de Turquía.
Es comparado con el delantero Jamie Vardy por su comienzo en equipos de divisiones menores y por haber recalado en un club importante, donde ha explotado su capacidad goleadora.

## Vida personal
Desde 2016 mantiene una relación con la cantante Leigh-Anne Pinnock, integrante de la girl band británica Little Mix. En mayo de 2020 se compremetieron y en mayo de 2021 se hizo público que la pareja estaba esperando su primer hijo.
El 16 de agosto de 2021 nacieron sus gemelos. La pareja se casó el 3 de junio de 2023 en Jamaica.

## Trayectoria

### Burnley
Fue traspasado al Burnley en agosto de 2015 para suplir a Danny Ings, quien había sido traspasado al Liverpool. El equipo clarete había descendido de categoría para disputar la Championship 2015-16. En esa campaña, el Burnley fue el campeón y así ascendió a la Premier League 2016-17. Fue el goleador de la misma con 25 tantos y fue premiado como jugador del año (Player of the Year),.
En la Premier League 2016-17, la primera temporada en la máxima categoría de Gray, anotó en la segunda jornada su primer gol ante el Liverpool F. C., que terminó en victoria 2-0. Días después de este encuentro, Gray fue acusado de tuits homófobos y racistas que había publicado en 2012. Finalmente, el 23 de setiembre la FA lo sancionó con cuatro partidos de suspensión.

## Selección nacional
El 25 de marzo de 2021 debutó con la selección de Jamaica en un amistoso ante Estados Unidos que perdieron por 4-1.

## Clubes
| Club                               | País           | Año       |
| ---------------------------------- | -------------- | --------- |
| Shrewsbury Town F. C.              | Inglaterra     | 2009-2010 |
| A. F. C. Telford United (cedido)   | Inglaterra     | 2009-2010 |
| Hinckley United F. C. (cedido)     | Inglaterra     | 2010      |
| Hinckley United F. C.              | Inglaterra     | 2010-2012 |
| Luton Town F. C. (cedido)          | Inglaterra     | 2012      |
| Luton Town F. C.                   | Inglaterra     | 2012-2014 |
| Brentford F. C.                    | Inglaterra     | 2014-2015 |
| Burnley F. C.                      | Inglaterra     | 2015-2017 |
| Watford F. C.                      | Inglaterra     | 2017-2022 |
| Queens Park Rangers F. C. (cedido) | Inglaterra     | 2021-2022 |
| Aris Salónica F. C.                | Grecia         | 2022-2023 |
| Al-Riyadh                          | Arabia Saudita | 2023-2024 |
| Plymouth Argyle F. C.              | Inglaterra     | 2024-2025 |
| Fatih Karagümrük S. K.             | Turquía        | 2025-     |